# Branko Maksimović
Branko Maksimović (in serbo Бранко Максимовић?; Belgrado, 28 aprile 1974) è un allenatore di pallacanestro serbo.